# Жалюзі

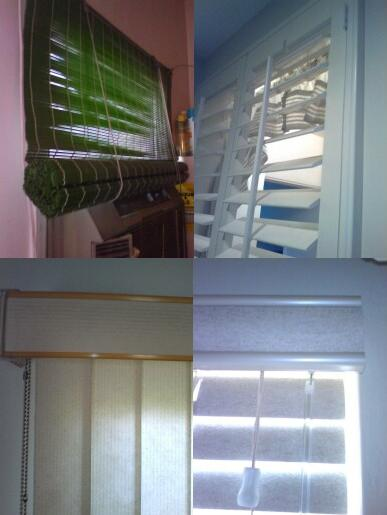
Різновиди жалюзі.

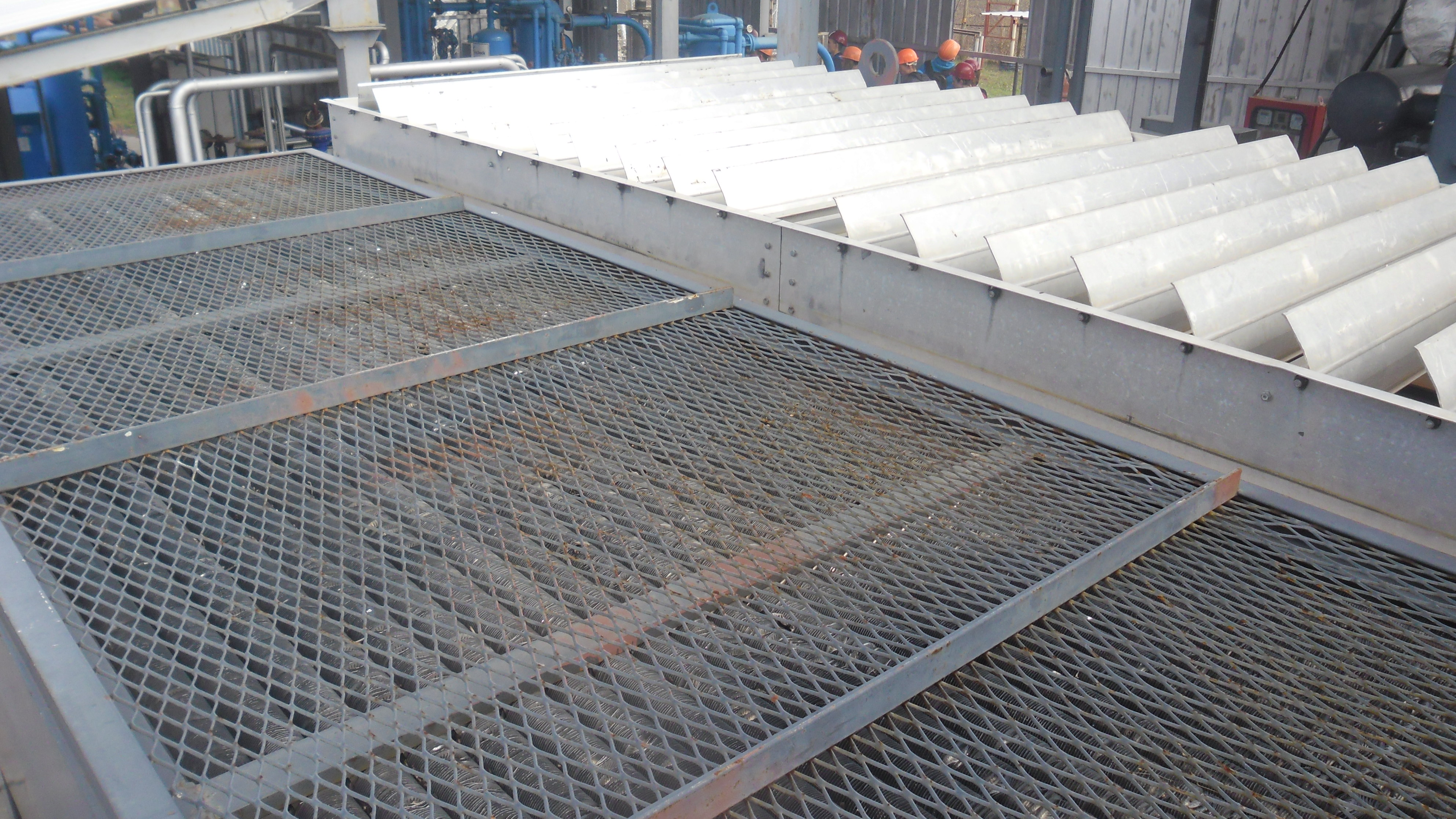
Різновид жалюзі.

Жалюзі́ (від фр. jalousie — «ревнощі») — пристрій у вигляді ґраток (решіток) з нерухомими або обертовими перами для регулювання повітряного та світлового потоку.

## Різновиди жалюзі
Жалюзі є одним з різновидів віконних штор, що являють собою саморегульовані планки (чи «ламе́лі» — від фр. lamelles) з тканини, деревини, металу, пластмаси, зроблені задля вільного повороту планок, таким чином, щоб їх положення змінювалася з відкритого на закрите. В горизонтальних жалюзі використовується так звана система «драбинка», що дозволяє відкривати або закривати жалюзі спеціальним поворотним барабаном, при цьому використовується шнур підіймання та фіксації у потрібному положенні, а також палиця для повороту планок-ламелей. Тип управління «палиця-шнур» характерний для жалюзі класичної колекції. В сучасніших системах управління жалюзі здійснюється завдяки ланцюжку управління («моноуправління»), який відповідає як за поворот, так і за рух і самофіксацію ламелей.
Для виготовлення вертикальних жалюзі зазвичай використовуються ширші планки-ламелі, а також даний вид жалюзі має деякі відмінності: по-перше, потягнувши за шнур, ви зможете розтягнути тканинні смужки вздовж вікна, а по-друге, скласти їх одна до одної у закритому положенні. Обертання смужок жалюзі здійснюється за допомогою спеціального механізму в карнизі, до якого безпосередньо прикріплюються тканинні ламелі на так звані «плічка», дещо перекриваючи одна одну. Таким чином можливим є обертання ламелей в одну чи іншу сторони. Перші вертикальні жалюзі були винайдені в Канзас-Сіті Едвардом і Фредеріком Боппами, які мали оригінальний патент. Компанія з виробництва жалюзі у той час мала назву Sun Vertical. У 1960-х патент і компанія були продані.
Ролети у Великій Британії також належать до класу жалюзі. Вони здатні повністю обмежити доступ світла або мінімізувати огляд внутрішніх приміщень. Основні типи ролет — захисні і тканинні — здатні оригінально декорувати отвір і забезпечити інтимність обстановки. Жалюзі на вікнах зменшують дію високої температури на приміщення. Ще у древніх єгипетських фараонів були жалюзі, зроблені з очерету. Більшість жалюзі з початку 10-го століття були зроблені з деревини, очерету або тканини.
Віконні жалюзі можуть бути приведені в рух двома способами: вручну з використанням шнура, або автоматично через моторизацію. Управляти моторизованими жалюзі можна від настінного вимикача або клавіатури, дистанційного керування або персонального комп'ютера. Тобто для моторизованих жалюзі не потрібні шнури, а також вони дозволяють виробляти дистанційний контроль. Особливо це добре, якщо доступ до вікна обмежений.
Перські, або ті що складаються з планок.
Жалюзі виготовляються у вигляді планок, які зв'язані між собою таким чином, що вони можуть вільно обертатися, тим самим регулюючи рівень освітленості в приміщенні або повністю перешкоджаючи проникненню світла. Вертикальні жалюзі складаються з планок, виготовлених з просоченої тканини, пластмаси або дерева, а горизонтальні з металу, дерева, пластика. Вони прикріпляються до спеціального карниза. Для вертикальних жалюзі характерне кріплення до стелі або стіни. Горизонтальні жалюзі можна кріпити до стулки вікна, в отвір або в штапики. Також за допомогою горизонтальних і вертикальних жалюзі можна скерувати потік світла в потрібний напрям. Жалюзі дуже прості в управлінні та догляді.

### Венеційські (горизонтальні)
Кожна з планок горизонтальних жалюзі знаходиться одна над іншою. Між ними натягнуті невеликі шнури, завдяки яким всі планки обертатимуться одночасно і симетрично. Вони можуть обертатися так, що потік світла може прямувати як у бік стелі, так і у бік підлоги. Також завдяки спеціальному пристрою — драбинці, шнури якої проходять крізь щілини кожної з планок, при натягненні підйом жалюзі починається з найнижчої планки, завдяки перехресній конструкції. Сьогодні інколи шнур підйому може поєднуватися з обертальним шнуром, що робить використання жалюзі зручнішим

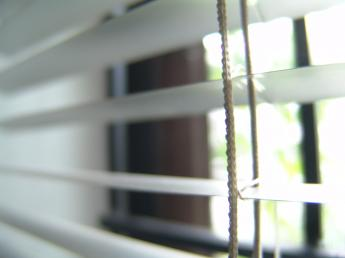
Деталізоване зображення того, як сполучені планки в горизонтальних жалюзі.

Завдяки системі максимального затемнення суттєво знижується кількість проникаючого в кімнату світла за рахунок додаткової пробивки планок-ламелей. Ширина планки горизонтальних жалюзі може варіюватися між 16 і 50 мм. Найпоширенішою шириною є 25 мм. Горизонтальні жалюзі також виготовляються з деревини або пресованого бамбука. Жалюзі з таких планок зазвичай називаються дерев'яними або бамбуковими. Такі жалюзі були запатентовані Едвардом Береном у Лондоні 11 грудня 1769, але насправді жалюзі були винайдені ще в Японії набагато раніше. Вважається, що горизонтальні жалюзі почали свою подорож з Персії до Венеції. Незабаром після цього венеційські торговці привезли жалюзі до Франції для забезпечення особистого комфорту. У Франції вони називалися «Ле Персіан». І вже в 1761 році Церква Св. Петра у Філадельфії була оснащена жалюзі. Першим, хто почав продавати жалюзі в США, був Джон Вебстер, який представив їх обивателям в 1767 році. У 1787 жалюзі з'явилися в роботах відомого живописця Дж. Л. Лоуфрома. Після цього й інші художники починають писати картини із зображенням жалюзі.
У кінці XIX століття жалюзі отримали широке поширення в будівлях офісів з метою регулювання потоку світла.
На початку XX століття жалюзі набувають поширення в офісних приміщеннях. Масштабне використання жалюзі відзначається в США: замість штор і завіс жалюзі кріпили на вікнах і перегородках RCA центру в Нью-Йорку в 1937 році. Найбільші за обсягом замовлення на жалюзі виконовувалися компанією Burlington Venetian Blind Co, яка поставляла жалюзі для вікон Empire State Building у Нью-Йорку.

### Вертикальні жалюзі
На відміну від горизонтальних жалюзі, вертикальні жалюзі стійкіші до пошкоджень при пориві вітру. Також вони не вимагають особливих здібностей, щоб управляти ними. У багатьох будинках і фірмах вертикальні жалюзі навіть вішаються у дверних отворах замість самих дверей. І тоді невеликий рух може повідомити про те, що хтось увійшов до кімнати або офісу. Зазвичай, ці вертикальні жалюзі зроблені з товстої пластмаси, що уповільнює витік теплого повітря в іншу кімнату, а влітку вони є непоганими захисниками від мух та інших комах.

### Жалюзі плісе

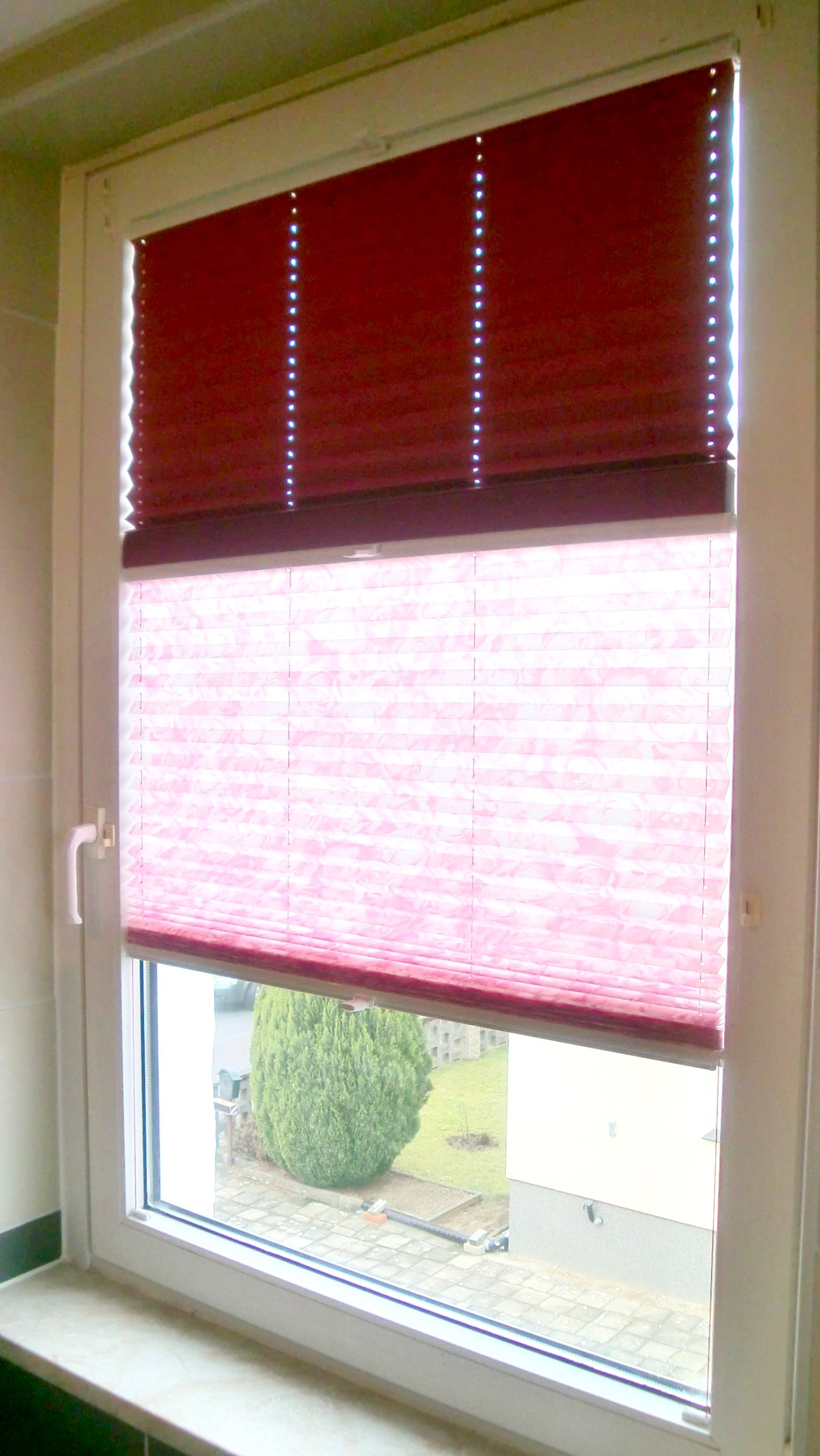
Жалюзі плісе

«Жалюзі плісе́» також дуже популярні, вони отримали таку назву саме через свою форму, яка має вигляд склеєної у формі плісе великої кількості фрагментів. Жалюзі плісе відрізняються витонченістю форм і розмірів. Ці жалюзі можуть як фільтрувати світло, що поступає в кімнати, так і взагалі його не пропускати. Існує безліч конфігурацій плісе, для виготовлення яких використовується спеціальна викрійка. Жалюзі плісе є найкращою альтернативою для нестандартних вікон типу арки, трапеції або круга.

### Інше
Існує величезна різноманітність інших видів жалюзі. Серед них можна виділити міні-жалюзі — жалюзі з дуже вузькими планками 1 дюйм (звичайні 25 мм шириною), мікрожалюзі 1/2 дюйма, голландські жалюзі, плісировані жалюзі, римські штори, і ролети.

## Матеріали
Жалюзі — один з найкращих засобів для завішування вікна. Вони, незалежно від розміру і від того, чи зсередини встановлені, чи зовні, можуть відразу охопити все вікно.
Жалюзі вікна мають змінні теплові ефекти: вони можуть «заблокувати» високу температуру літнього сонця, але одночасно вони можуть захищати і від холоду. Крім того, чи то влітку, чи взимку вони знижують рівень освітленості відповідно до певної конструкції. Жалюзі можуть бути зроблені з різних матеріалів і вироблені багатьма способами. Це зазвичай визначає назву, під якою відомий той або інший тип жалюзі.

### Тканинні жалюзі
Жалюзі, зроблені з тканини, випускаються у двох конструкціях: вони або накручуються на металевий вал, або просто складаються завдяки вбудованим маленьким планкам і тонкому шнуру. Проте жалюзі без планок виглядають більш структуровано.

### Дерево
Жалюзі, виготовлені з дерева, також називаються «венеційськими» жалюзі. Вони складаються з безлічі дерев'яних планок, об'єднаних шківами, перев'язаними мотузкою, які можуть або зібрати всі планки нагорі вікна, щоб розкрити чудовий вигляд на природу, або просто обернути планки, дозволяючи світлу частково потрапити в кімнати, приховуючи при цьому ваше особисте життя від сторонніх очей. Дерев'яні жалюзі можуть бути різних розмірів (зазвичай ширина кожної планки становить від 25 до 50 мм).

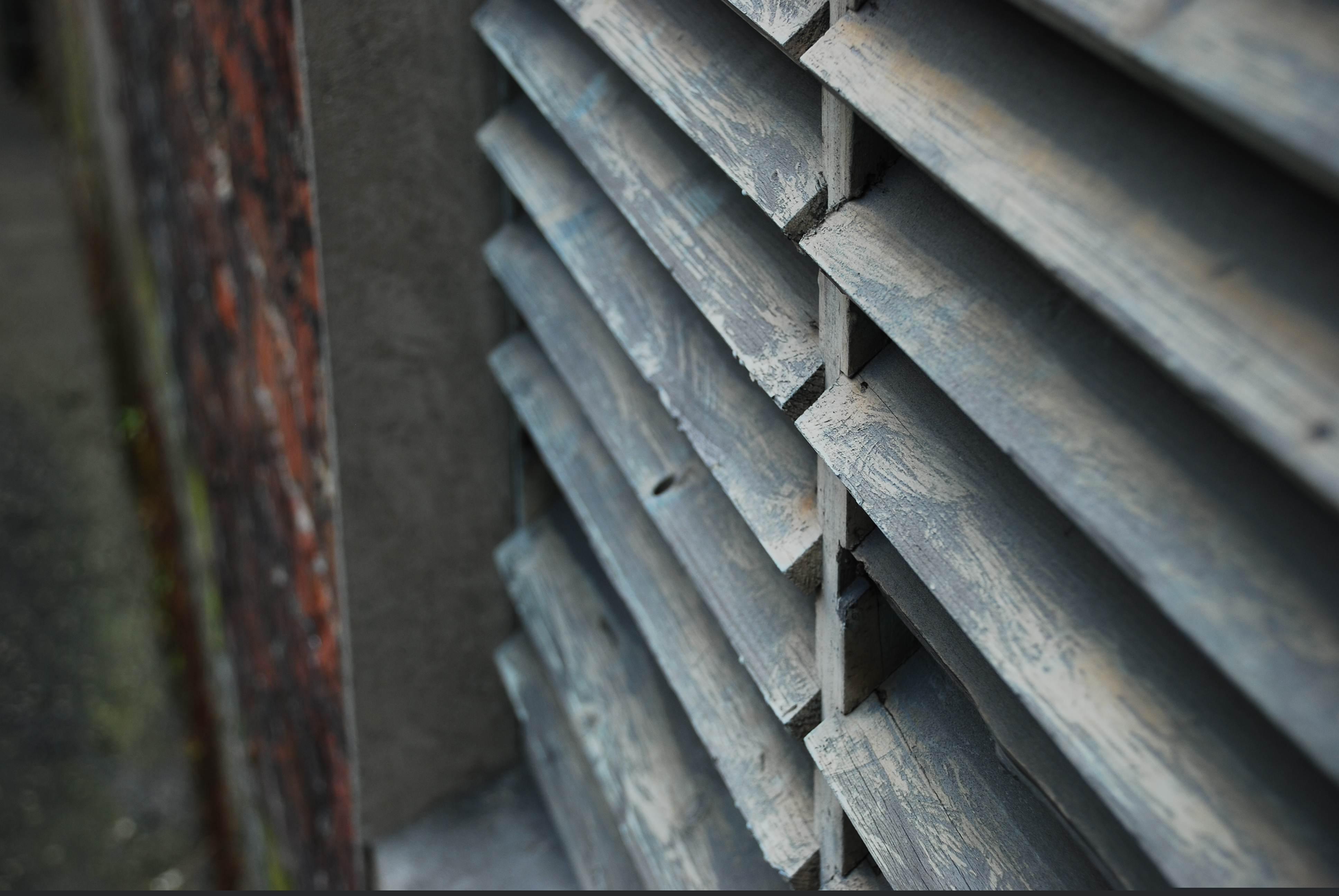
Дерев'яні жалюзі на вікні.

Також можливий варіант встановлення дерев'яних вертикальних жалюзі. При їх виробництві зазвичай використовуються ширші планки, проте принцип їх дії практично нічим не відрізняється від горизонтальних жалюзі, відмінність лише полягає в тому, що якщо горизонтальні жалюзі збираються у верхній частині вікна, то у вертикальних жалюзі планки збираються з боків вікна в одну вертикальну в'язку. Жалюзі Pinoleum складені з маленьких дерев'яних планок, розташованих горизонтально, і об'єднаних вертикальною тасьмою. В результаті переплетення виходить настільки вертикально гнучка штора, що її при потребі можливо скрутити в рулон.

### Дерев'яні жалюзі Faux
Це альтернатива дерев'яним жалюзі. Деревина Faux зроблена із з'єднання штучних матеріалів і природних дерев'яних часток Faux деревини. Водночас вартість таких жалюзі значно нижча, ніж вартість жалюзі з чистої деревини. При виготовленні жалюзі FAUX в основному використовують деревину на стійкішій основі, ніж будь-коли раніше. Через їх стійкість до деформації жалюзі із штучної деревини є чудовим вибором для тих, що живе у районах постійного коливання температури.
Вони також є ідеальним вибором для місць з високим рівнем вологості, таких як ванні кімнати або кухні.

### Інші матеріали
Венеційські жалюзі, горизонтальні і вертикальні виробляються з використанням ряду штучних матеріалів: замінників дерева, металу або просто пластика.
Такі жалюзі більше підходять до місць, де вони можуть вступати в контакт з водою або вологою, наприклад, ванні кімнати і кухні.

## Автомобільні жалюзі
В деяких транспортних засобах є жалюзі для віддзеркалення світла і перешкоди проникненню сонячних променів, захищаючи пасажирів від нав'язливого світла і засліплення. Такі жалюзі — досить незамінна річ, адже промені яскравого сонця можуть пошкодити інтер'єр більшості транспортних засобів.

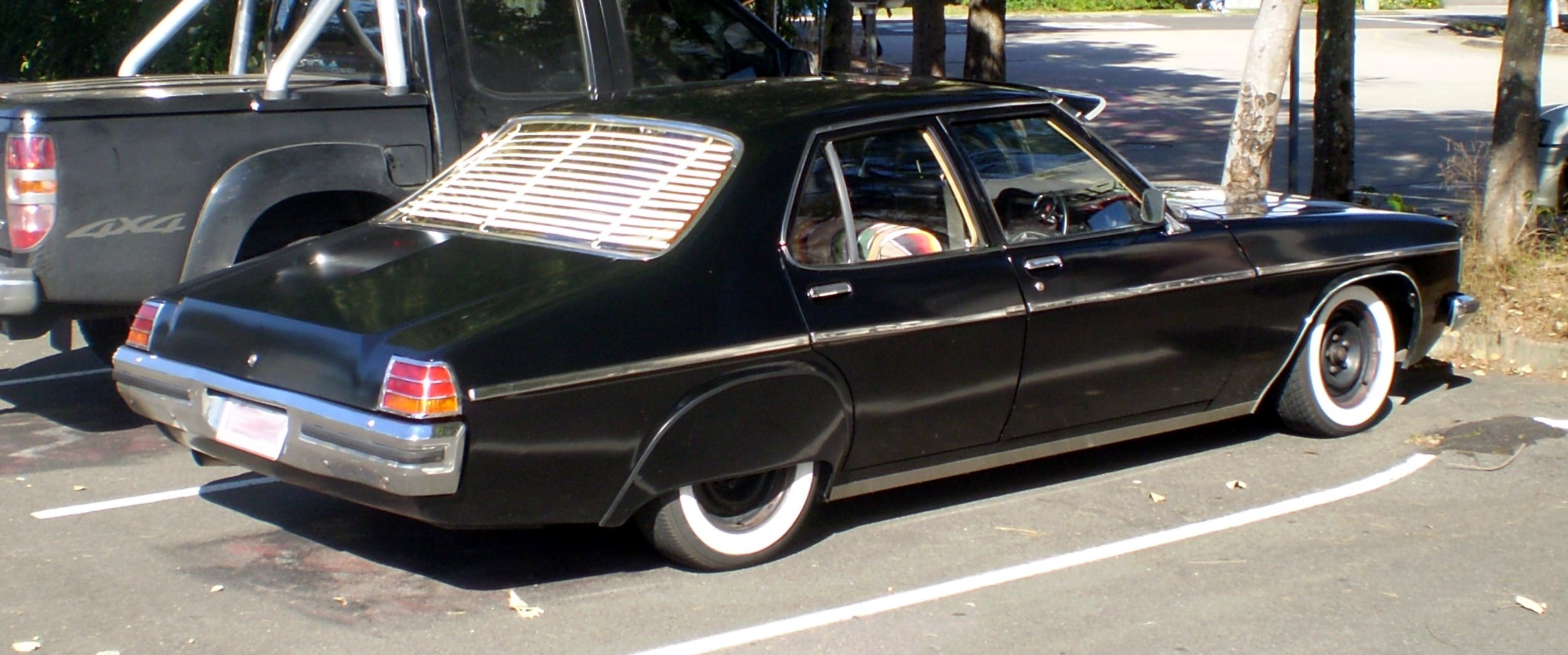
Автомобільні жалюзі.

Жалюзі на бічних вікнах можуть стати важливим захистом для дорослих і особливо немовлят. При установленні автомобільних жалюзі зазвичай використовуються спеціальні дужки, завдяки яким зняти жалюзі, а потім знову їх надіти не складе великих проблем. Автомобільні жалюзі — ще один чудовий спосіб захистити транспортний засіб. Вони можуть бути зроблені з пластмаси або картону.
Також останнім часом усе частіше починають зустрічатися синтетичні жалюзі. Вони використовуються у тому випадку, коли автовласник не має тонованого скла, або цього скла недостатньо, щоб зберегти комфортний мікроклімат і обмежити огляд стороннім.

## Галерея

Деякі види жалюзі
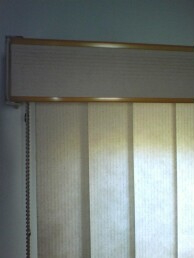
Великий план карниза для вертикальних жалюзі
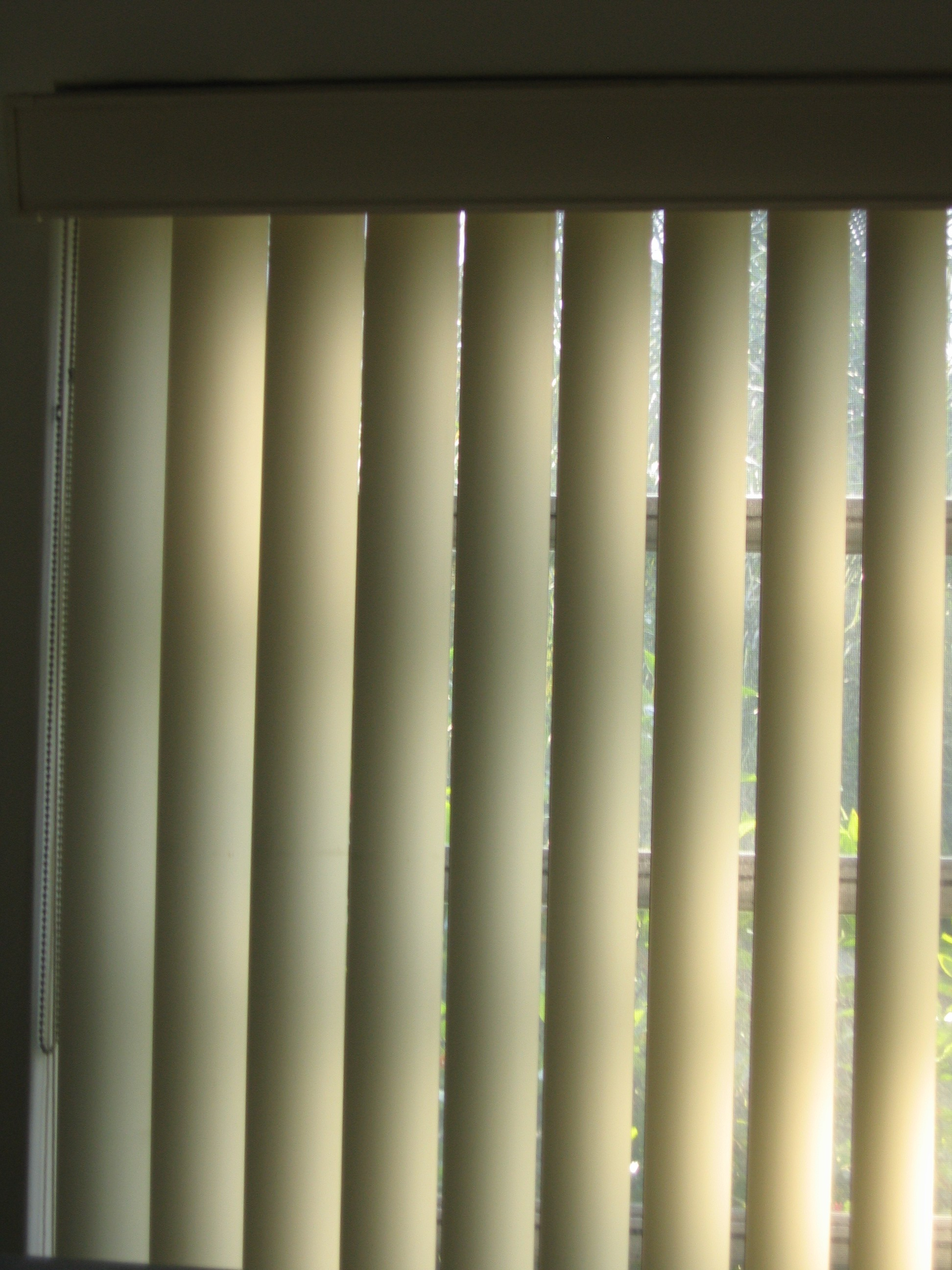
Вертикальні жалюзі
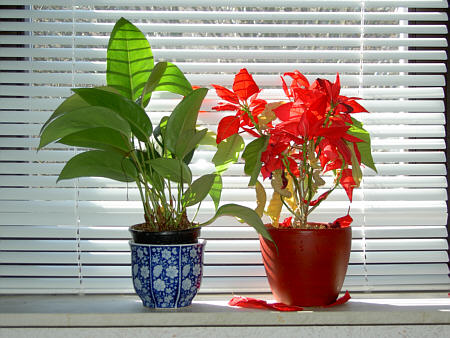
Жалюзі з горизонтальними планками